# 世晴あさ
世晴 あさ（せはる あさ、10月15日 - ）は、宝塚歌劇団星組に所属する男役。
東京都世田谷区、田園調布雙葉高校出身。身長178cm。愛称は「あさ」。

## 来歴
2016年4月、宝塚音楽学校入学。
2018年4月、宝塚歌劇団に104期生として入団。入団時の成績は21番。星組宝塚大劇場公演『ANOTHER WORLD／Killer Rouge』で初舞台。同年、星組に配属。

## 主な舞台

### 初舞台公演
- 2018年4月～6月、 『ANOTHER WORLD／Killer Rouge』（宝塚大劇場）

### 星組配属後
- 2018年6月～7月、『ANOTHER WORLD／Killer Rouge』（東京宝塚劇場）
- 2019年1月～3月、『霧深きエルベのほとり／ESTRELLAS～星たち～』
- 2025年4 - 8月、『阿修羅城の瞳』 - 鬼『エスペラント！』
- 2025年9 - 10月、『アレクサンダー』（宝塚バウホール・東京建物 Brillia HALL）
- 2026年1 - 4月、『恋する天動説／DYNAMIC NOVA』

## 出演イベント
- 2019年4月、「中山寺　無縁経大会式」